# Colón (Querétaro)
Colón la cabecera del municipio homónimo, está localizada al occidente del estado de Querétaro y muy cerca del municipio de Querétaro.

## Toponimia
Hospadá significa "lugar de zopilotes" en idioma otomí.
Tolimanejo significa pequeño Tolimán, derivado de la población y municipio vecino. Por petición de sus habitantes, al fundirse con Soriano, adquirieron entonces oficialmente el nombre de Villa Colón, ahora simplemente Colón, en honor al navegante genovés Cristóbal Colón.

## Geografía

### Clima
El clima del pueblo de Colón es templado semiseco con una temperatura promedio anual de 17.5 °C. En promedio, durante los meses de abril y mayo se registra la temperatura más alta, 29 °C. El extremo opuesto se registra en los meses de diciembre a enero con 4.0 °C.
La precipitación pluvial media anual es de 439 mm. Las lluvias son más abundantes en verano.
| Parámetros climáticos promedio de Colón, Querétaro (1951-2010, extremas 1951-2010) | Parámetros climáticos promedio de Colón, Querétaro (1951-2010, extremas 1951-2010) | Parámetros climáticos promedio de Colón, Querétaro (1951-2010, extremas 1951-2010) | Parámetros climáticos promedio de Colón, Querétaro (1951-2010, extremas 1951-2010) | Parámetros climáticos promedio de Colón, Querétaro (1951-2010, extremas 1951-2010) | Parámetros climáticos promedio de Colón, Querétaro (1951-2010, extremas 1951-2010) | Parámetros climáticos promedio de Colón, Querétaro (1951-2010, extremas 1951-2010) | Parámetros climáticos promedio de Colón, Querétaro (1951-2010, extremas 1951-2010) | Parámetros climáticos promedio de Colón, Querétaro (1951-2010, extremas 1951-2010) | Parámetros climáticos promedio de Colón, Querétaro (1951-2010, extremas 1951-2010) | Parámetros climáticos promedio de Colón, Querétaro (1951-2010, extremas 1951-2010) | Parámetros climáticos promedio de Colón, Querétaro (1951-2010, extremas 1951-2010) | Parámetros climáticos promedio de Colón, Querétaro (1951-2010, extremas 1951-2010) | Parámetros climáticos promedio de Colón, Querétaro (1951-2010, extremas 1951-2010) |
| Mes                                                                                | Ene.                                                                               | Feb.                                                                               | Mar.                                                                               | Abr.                                                                               | May.                                                                               | Jun.                                                                               | Jul.                                                                               | Ago.                                                                               | Sep.                                                                               | Oct.                                                                               | Nov.                                                                               | Dic.                                                                               | Anual                                                                              |
| ---------------------------------------------------------------------------------- | ---------------------------------------------------------------------------------- | ---------------------------------------------------------------------------------- | ---------------------------------------------------------------------------------- | ---------------------------------------------------------------------------------- | ---------------------------------------------------------------------------------- | ---------------------------------------------------------------------------------- | ---------------------------------------------------------------------------------- | ---------------------------------------------------------------------------------- | ---------------------------------------------------------------------------------- | ---------------------------------------------------------------------------------- | ---------------------------------------------------------------------------------- | ---------------------------------------------------------------------------------- | ---------------------------------------------------------------------------------- |
| Temp. máx. abs. (°C)                                                               | 31.0                                                                               | 37.0                                                                               | 35.0                                                                               | 36.0                                                                               | 37.0                                                                               | 38.0                                                                               | 40.0                                                                               | 32.0                                                                               | 32.0                                                                               | 32.0                                                                               | 31.0                                                                               | 31.0                                                                               | 40.0                                                                               |
| Temp. máx. media (°C)                                                              | 23.0                                                                               | 24.5                                                                               | 27.5                                                                               | 29.1                                                                               | 29.7                                                                               | 28.0                                                                               | 26.5                                                                               | 26.2                                                                               | 25.4                                                                               | 24.5                                                                               | 24.0                                                                               | 23.2                                                                               | 26.0                                                                               |
| Temp. media (°C)                                                                   | 13.5                                                                               | 14.6                                                                               | 17.5                                                                               | 19.4                                                                               | 20.8                                                                               | 20.2                                                                               | 19.5                                                                               | 19.3                                                                               | 18.6                                                                               | 16.9                                                                               | 15.2                                                                               | 13.9                                                                               | 17.5                                                                               |
| Temp. mín. media (°C)                                                              | 4.0                                                                                | 4.8                                                                                | 7.4                                                                                | 9.7                                                                                | 11.8                                                                               | 12.4                                                                               | 12.5                                                                               | 12.5                                                                               | 11.8                                                                               | 9.3                                                                                | 6.5                                                                                | 4.7                                                                                | 9.0                                                                                |
| Temp. mín. abs. (°C)                                                               | -7.0                                                                               | -10.0                                                                              | -5.0                                                                               | 0.0                                                                                | 3.0                                                                                | 3.0                                                                                | 6.0                                                                                | 6.0                                                                                | -1.0                                                                               | -1.0                                                                               | -5.0                                                                               | -4.0                                                                               | -10.0                                                                              |
| Precipitación total (mm)                                                           | 13.2                                                                               | 4.7                                                                                | 11.5                                                                               | 24.2                                                                               | 38.4                                                                               | 65.5                                                                               | 94.9                                                                               | 73.5                                                                               | 62.4                                                                               | 34.3                                                                               | 9.1                                                                                | 8.2                                                                                | 439.9                                                                              |
| Días de precipitaciones (≥ 0.1 mm)                                                 | 1.7                                                                                | 1.1                                                                                | 1.8                                                                                | 3.5                                                                                | 4.9                                                                                | 6.0                                                                                | 8.2                                                                                | 6.9                                                                                | 6.3                                                                                | 4.2                                                                                | 1.5                                                                                | 1.3                                                                                | 47.4                                                                               |
| Fuente: Servicio Meteorológico Nacional. Actualizado el 23 de noviembre de 2016.   |                                                                                    |                                                                                    |                                                                                    |                                                                                    |                                                                                    |                                                                                    |                                                                                    |                                                                                    |                                                                                    |                                                                                    |                                                                                    |                                                                                    |                                                                                    |